# 企業警備保障 (島根県)
企業警備保障株式会社（きぎょうけいびほしょう かぶしきがいしゃ）は、島根県松江市に本社を置く企業を対象とした警備会社。

## 概要
中国地方5県(島根県、広島県、岡山県、山口県、鳥取県)で警備業（施設警備、店内保安、空港保安、交通誘導警備、イベント警備、身辺警備）を中核とし空港消防業務、列車見張り業務、清掃業務、設備管理業務、調査業務、レンタル業務、防犯カメラ販売・施工など事業展開している。また社員には法律で義務化された警備員教育以外に人間力の向上のため挨拶・言葉遣い・身だしなみ等や他者を思いやる気持ち（利他の心）に尽力している。コーポレートカラーは、グリーンとオレンジを使用しておりグリーンは、警備サービスを通じて「平和」「安心」を提供し社会に貢献するという会社の目的を、オレンジは、「活発」「明るい」「若々しい」など活力ある企業を目指すことをイメージしている。またロゴマークの円形は、社訓にある「融和」を示し、仲間と協調しあって業務を遂行できることをイメージしている。円形の中央をつらぬく線は、社訓の「誠実」「責任」を示し、真心をもって人と接し責任ある行動をとるさまを示し、これと合わせて、企業警備保障の頭文字のKをデザイン化している。

## 沿革
| 昭和52年7月  | 企業警備保障株式会社を設立 本社を松江市幸町828番地1に置き、資本金200万円にて、機械、常駐、交通誘導の各警備業務を開始する |
| 昭和52年9月  | 出雲市、米子市に事務所を開設し、業務を開始する                                                                           |
| 昭和52年11月 | 広島市松原町に事務所を開設し、業務を開始する                                                                             |
| 昭和55年10月 | 広島事務所を分離し、独立会社とする                                                                                       |
| 昭和55年11月 | 増資600万円により、資本金800万円とする                                                                                   |
| 昭和57年1月  | 鳥取市に事務所を開設し、業務を開始する                                                                                   |
| 昭和59年11月 | 増資400万円により、資本金1,200万円とする                                                                                 |
| 昭和60年2月  | 倉吉市に事務所を開設し、業務を開始する                                                                                   |
| 昭和60年5月  | 株式会社サンアート商事を設立し、電気、通信その他工事等の業務を開始する                                                   |
| 昭和60年11月 | 増資400万円により、資本金1,600万円とする                                                                                 |
| 昭和62年12月 | 鳥取、倉吉の両事務所を廃止し、新たに連合警備保障株式会社を設立する（鳥取市）                                             |
| 昭和63年10月 | 松江市雑賀町247番地にビルを取得し、本社及び松江事務所を移転する                                                          |
| 昭和63年11月 | 松江、出雲、米子の各事務所を支社に昇格する                                                                               |
| 平成5年11月  | 広島市に在る企業警備保障株式会社を系列に編入する                                                                         |
| 平成6年11月  | 鳥取事務所を支社に昇格する 増資1,400万円により、資本金3,000万円とする 益田市に石見営業所を開設する                       |
| 平成8年11月  | 岡山県津山市に営業所を開設し、業務を開始する                                                                             |
| 平成11年4月  | 隠岐郡西郷町に営業所を開設し、業務を開始する                                                                             |
| 平成12年6月  | 大田市に営業所を開設し、業務を開始する                                                                                   |
| 平成12年11月 | ISO 9001認証登録 |
| 平成15年5月  | 津山出張所を閉鎖する |
| 平成16年5月  | 隠岐出張所を閉鎖する |
| 平成19年4月  | 岡山県津山市に営業所を開設し、業務を開始する                                                                             |
| 平成19年8月  | ISO 14001認証登録 |
| 平成20年5月  | 当社独自の品質・環境管理活動に移行 （ISO 9001、ISO 14001認証を返上）                                                     |
| 平成20年11月 | 石見営業所を支社に昇格する                                                                                               |
| 平成24年4月  | 広島県三次市に営業所を開設し、業務を開始する                                                                             |
| 平成26年10月 | 江津市に石見中央支社を開設する                                                                                           |
| 平成27年7月  | 松江市大庭町に新社屋を建設し、本社を移転する                                                                             |
| 平成28年12月 | 山口県宇部市に事務所を開設し、業務を開始する                                                                             |
| 平成29年9月  | 島根県安来市に安来事務所を開設し、業務を開始する                                                                         |
| 平成30年4月  | サンアート商事を吸収合併し、＜清掃設備事業本部＞として業務を開始する                                                     |
| 平成30年5月  | 山口県萩市に事務所を開設し、業務を開始する                                                                               |
| 令和2年11月  | 安来事務所を閉鎖する |
| 令和3年5月   | 山口県山口市に支店を開設し、業務を開始する                                                                               |
| 令和3年5月   | 宇部事務所を閉鎖する |
| 令和3年9月   | 松江市東出雲町に社屋を建設し、松江支社を移転、KKHアカデミーを開設する                                                    |
| 令和５年９月 | 有限会社タイガー安全を完全子会社化しグループ企業とする                                                                   |
| 令和5年12月  | 山口県周南市に営業所を開設し、業務を開始する                                                                             |

(以上の出典は)

## 事業所

### 支社
松江市社
- 所在地 - 島根県松江市東出雲町意宇東３丁目１番地１[5]

出雲市社
- 所在地 - 島根県出雲市長浜町659番地32[6]

### 支店
江津支店
- 所在地 - 島根県江津市和木町603番地23[7]
- 過去には島根中央支社であった。

益田支店
- 所在地 - 島根県益田市遠田町1903番地3[8]

米子支店
- 所在地 - 鳥取県米子市夜見町3040番地5[9]

鳥取支店
- 所在地 - 鳥取県鳥取市秋里1346番地[10]

山口支店
- 所在地 - 山口県山口市江良2丁目３番地５[11]

### その他
出張所 - 大田、雲南
営業所 - 周南、津山
事務所 - 三次、萩
また松江支社の敷地内にはKKHアカデミーという社内教育機関がある。

## 認定
- 島根県公安委員会第8号
- 建築物環境衛生一般管理業登録 島根県12般第2号
- 建築物飲料水貯水槽清掃業登録 島根県16貯第5号
- 建築物ねずみ昆虫等防除業登録 島根県14ね第1号
- 特定労働者派遣事業 特32-300142
- 一般建設業 島根県知事許可 般-21 第8886号

## 加盟団体
- 一般社団法人日本調査業協会
- 一般社団法人全国警備業協会
- 一般社団法人全国交通誘導DX推進協会
- 一般社団法人島根県警備業協会
- 一般社団法人鳥取県警備業協会
- 公益社団法人島根ビルメンテナンス協会
- 島根県ビルメンテナンス協同組合
- 島根県防犯設備協会